# Zdětín (Boêmia Central)
Zdětín é uma comuna checa localizada na região da Boêmia Central, distrito de Mladá Boleslav.